# David Moss (musicista)
David Moss (New York, 21 gennaio 1949) è un compositore, cantante e percussionista statunitense, noto per il suo approccio multimediale e l'uso dell'improvvisazione.
È cofondatore e direttore artistico dell'Institute for Living Voice di Anversa.

## Biografia
Tra il 1963 e il 1968 ha studiato percussioni con Joe Porcaro, Al Lepak e Richard Lepore all'Hartt College of Music di West Hartford e all'Hartford Symphony.
Negli anni successivi ha studiato con Tanjore Ranganathan alla Wesleyan University e composizione con Bill Dixon al Bennington College a Bennington.
Dal 1971 al 1973 ha suonato le percussioni per il Bill Dixon Ensemble.
Nel 1991 ha ricevuto una borsa di ricerca dal John Simon Guggenheim  e nel 1992 del DAAD di Berlino.
Nel 2010 ha collaborato con il centro di ricerca musicale italiano Tempo Reale realizzando la performance di teatro sonoro interattivo The Table of Earth e nel 2011 il concerto "Many More Voices", presentato anche alla Biennale di Venezia 2013.

## Album
- 1977: Coessential
- 1980: Terrain
- 1983: Cargo Cult Revival (Rift,
- 1984: House
- 1985: Dense Band
- 1985: The Relative Band
- 1988: Dense Band: Live In Europe
- 1989: Direct Sound: Five Voices
- 1991: The Day We Forgot
- 1991: My Favorite Things
- 1998: Time Stories
- 1996: Moss Tales
- 1999: Fragmentary Blues
- 2001: Vocal Village Project: Live at the Rote Fabrik
- 2002: AsKo Ensemble w. Peter Rundel, David Moss & Salome Kammer
- 2012: Many More Voices, David Moss & Sdeng, Tempo Reale Collection TRC02.

## Collaborazioni
Ha collaborato con diversi artisti, tra cui Luciano Berio, Uri Caine, Tom Cora, Salvo Cuccia, Maya Dunietz, Heiner Goebbels, Bill Laswell, Andrea Molino, Olga Neuwirth, Sir Simon Rattle, Smak, John Zorn, Peter Machajdík.